# 56年目の失恋
『56年目の失恋』（ごじゅうろくねんめのしつれん）は、「特集ドラマ」としてNHK BSプレミアムで2020年7月11日の21時から22時29分に放送されたテレビドラマ。2020年と1964年の東京に生きる男女の料理人が56年の年月を超えて出会うタイムトラベル・ラブストーリー。普遍的な価値観や愛を問いかけていく。戸田幸宏脚本・演出、主演は中条あやみと本郷奏多。

## あらすじ
2020年の東京、一流フレンチレストラン「シェ・ニシジマ」でシェフ見習いを務める中川沙織は、フランス料理のコンテストで優勝経験もあるにもかかわらず自分の料理がなかなか評価されずに、皿洗いの日々が続いて自信と情熱を失くしつつある。
そんな時、沙織が乗ったエレベーターが突然地震にあったように揺れ、降りるとシェ・ニシジマのあるはずの場所には「翡翠亭」という今は存在しない西洋料理店があった。そこは1964年の東京だった。
翡翠亭のコック・菊池隆一と出会った沙織は、隆一のもとで修業を始めることになるが、何も持たずにタイムスリップしてしまった沙織を隆一の妹・和子が家に招いてくれて、3人の同居生活が始まる。
沙織は18歳の時の祖母とも出会い、そのままでは結婚できそうもなかった祖父・中川誠と祖母・雅代を翡翠亭で引き合わせて無事にプロポーズさせることにも成功する。
隆一は、現代と比べて限られた食材、不十分な調理器具にもかかわらず料理にひたむきに取り組んでいた。そんな隆一の姿を目の当たりにして、沙織は料理にとって本当に大切なもの、料理人として自分に足りないものを見出していく。
やがて、沙織の隆一への料理人としての尊敬は恋心へと変わり始め、隆一にとっても、沙織はかけがえのない存在になっていく。
そんなある日、沙織が隆一から「料理長からパリのフランス料理店で働いてみないかと言われた。一緒に来てくれないか」と誘われる。
だが、アベベの名を騙り無銭飲食をしようとした米軍の脱走兵を店に来た警察から逃がそうとした後、エレベーターに乗り込むと再びタイムスリップが起き、沙織は2020年に帰ってしまう。
1964年では4ヶ月を過ごしていたのに、こちらではほとんど時間が過ぎていなかった。
シェ・ニシジマに戻った沙織はオリンピックの特別メニューとして、隆一の「野菜くずのスープ」を西島一雄シェフに提案する。
西島から、料理人にとって最も大切なことは何かと質問され、沙織は、隆一から教えてもらった言葉、「素材の声に耳を傾けることです。料理の仕方は素材が教えてくれるから」と答え、西島から合格と言ってもらう。
そんなある日、金婚式を祝うため訪れた夫婦のお客が沙織の特別メニューをいたく気に入ってくれ、沙織が挨拶をしに行く。夫人（敏江）だけがいて、夫が野菜のスープを飲んでこれは俺の味だと泣き出して、お手洗いに行ったという。そして、夫には他に好きな人がいたが、突然行方不明になってしまい、ずいぶん探したが見つからず、敏江は夫がその人を諦めるまで長い間待ったと話す、その傍らには隆一の腕時計が置かれている。
隆一は、突然いなくなった沙織を待つためにパリには行かず、翡翠亭にとどまり、後に料理長をしていたという。
こうして、2度目のオリンピック開催を翌年に控えた56年後の東京で沙織の恋は、涙とともに終わりを迎える。

## 登場人物

### 主要人物
中川沙織〈21〉
演 - 中条あやみ（幼少期：堰沢結愛）
2020年の「ホテル・ヒスイ」内にある高級フレンチレストラン「シェ・ニシジマ」のシェフ見習い。
現代（2020年）に生きる女性シェフ。
フランス料理のコンテストで優勝経験があるが、勤務する料理店では自分の料理が評価されないことに自信を失いつつある。
菊池隆一〈26〉
演 - 本郷奏多
1964年の「ホテル・ヒスイ」内にある西洋料理店「翡翠亭」のコック。
1964年に生きる西洋料理のコック。
タイムスリップした沙織に料理を作ることだけではなく、料理人として何が大切かを伝えていく。

2020年
西島一雄
演 - 岩谷健司
「シェ・ニシジマ」のオーナーシェフ。
池田敏文
演 - 水橋研二
「シェ・ニシジマ」のスー=シェフ（副料理長）。
黒田信義（現在）〈80〉
演 - 品川徹
老人。56年前に出会った初恋相手の女性が忘れられない。
菊池敏江（現在）
演 - 赤座美代子
「シェ・ニシジマ」の客。金婚式を祝うため夫と訪れる。旧姓は村上。
中川雅代（現在）
演 - 大空眞弓
沙織の祖母（故人）。両親を幼くして亡くした沙織を育てる。

1964年
谷岡金蔵
演 - 戸田昌宏
「翡翠亭」料理長。
菊池和子
演 - 志田彩良
隆一の妹。大学で物理を専攻する。
若林雅代
演 - 小野花梨
沙織の祖母。1964年時点で独身。

### その他の人物
- 坂口清彦 - 柾木玲弥
- 中川誠（沙織の祖父） - 浦上晟周
- 村上敏江 - 安倍萌生
- 翡翠亭の客 - 中野英樹
- 黒田信義（過去）- 髙橋里恩
- 米軍脱走兵 - モクタール
- シェ・ニシジマのスタッフ - 安達優菜
- 翡翠亭の客 - 飯田圭子
- いづみ荘の住人 - 馬戸場礼子
- 高木公佑
- 五十嵐正貴
- 石原生涯
- 坂本コウルド

## スタッフ
- 劇中曲 - 東京事変「落日」
- プロデューサー - 谷宮崇史、石井智久
- 制作統括 - 寺園慎一（NHK）、村松秀（NHKエンタープライズ）、橋立聖史（ランプ）
- 演出・脚本 - 戸田幸宏（NHKエンタープライズ）
- 制作 - NHKエンタープライズ
- 製作・著作 - NHK、ランプ